# الجماعة الإسلامية في كشمير
الجماعة الإسلامية في كشمير أو الجماعة الإسلامية في جامو وكشمير هي منظمة دينية سياسية مقرها في جامو وكشمير، تختلف عن الجماعة الإسلامية الهندية والجماعة الإسلامية الباكستاية، يتمثل موقف المنظمة المعلن بشأن نزاع كشمير في أن جامو وكشمير أرض متنازع عليها ويجب حل القضية حسب الأمم المتحدة أو من خلال محادثات ثلاثية بين الهند وباكستان والممثلين الحقيقيين لجامو وكشمير.

## الأصول

### الجذور الإصلاحية
تعود جذور الجماعة إلى الأنشطة الإصلاحية الإسلامية في كشمير والتي تطورت في أواخر القرن التاسع عشر عندما انتفضت الطبقة الوسطى من المسلمين الكشميريين في المناطق الحضرية ضد حكم دوجرا. كان مولانا رسول شاه أحد الرواد خلال هذه المرحلة ، الذي شكل جمعية نصرة الإسلام (جمعية نصر الإسلام) في عام 1899. والتي تهدف إلى نقل التعليم الحديث والإسلامي والقضاء على عدم "البدع" الإسلامية والخرافات التي انزلقت إلى الصوفية الشعبيةالممارسات في كشمير. على الرغم من أن الميرويز واجه معارضة من بعض الأوصياء على الأضرحة الصوفية ، إلا أن جهوده الإصلاحية أكسبته شعبية وأكسبته لقب "السير سيد كشمير".
أنشأت عائلة أنجومان في عام 1905 المدرسة الإسلامية الثانوية في سريناغار، والتي تشعبت لاحقًا إلى عدة بلدات كشميرية صغيرة. قام شقيق مولانا رسول شاه، ميرويز أحمد الله، بتوسيع جهود أنجومان وأنشأ الكلية الشرقية في سريناغار. قام ميرويز مولانا محمد يوسف شاه، المتعلم في مدرسة دار العلوم الإصلاحية في ديوباند ، بربط أنجومان بجماعات إسلامية إصلاحية أخرى في جميع أنحاء الهند. أنشأ ميرويز يوسف شاه قسمًا محليًا من حركة الخلافة لنشر حماية الخلافة العثمانية في كشمير. لمحاربة الممارسات "غير الإسلامية" المنتشرة بين المسلمين الكشميريينأنشأ ميرويز يوسف شاه المطبعة الأولى في كشمير، وهي المطبعة الإسلامية، وافتتح صحيفتين أسبوعيتين للإسلام ورهنومة ، ونشر أول ترجمة وتعليقات للقرآن باللغة الكشميرية ، بحيث أصبح اعتماد الكشميريين المشتركين على الأوصياء على الأضرحة. يمكن تقليص المعلومات الدينية.
جلبت الروابط مع الجماعات الإسلامية الهندية الأخرى حركة أهل الحديث إلى كشمير. بدأ الطالب الكشميري في مدرسة أهل الحديث في دلهي ، السيد حسين شاه باتكو ، عند عودته إلى كشمير ، حملة للقضاء على الابتكارات في المجتمع الكشميري المسلم. على الرغم من فشل هذه الحركة بسبب الافتقار إلى الدعم الجماهيري ، إلا أنها لا تزال مهدت الطريق المستقبلي للجماعة للمضي قدمًا في نفس الأجندة الإصلاحية.
بدأ عدد متزايد من المسلمين الكشميريين المتعلمين ، متأثرين بالإصلاحية الإسلامية ، نضالهم ضد دولة دوجرا ونخبة البانديت ، حيث تم اللجوء بشكل كبير إلى الهوية الإسلامية من قبل الكشميريين ، حتى أن الزعيم الكشميري القومي الشيخ عبد الله أدرك أهمية الدين و يحاول استخدام الأضرحة الصوفية في كفاحه.

### أصول جماعة كشمير الإسلامية
تكمن أصول الجماعة الإسلامية في كشمير في الإصلاحيين الإسلاميين والحركات المناهضة لعرق دوغرا في كشمير. جاء أسلافها من عائلات الطبقة الوسطى المرتبطة بالصوفية وخاب أملهم من السياسة العلمانية للمؤتمر الوطني والقومية الإسلامية التي دعا إليها المؤتمر الإسلامي. اختاروا العمل من أجل الإسلام كما دعت إليه كتابات مولانا المودودي .
كان أول أمير لجماعة العدل الإسلامية هو سعد الدين طربالي، الذي كان من عائلة مرتبطة بالصوفي الصوفي في سريناجار ، أحمد صاحب طربالي. أثر سعد الدين طربالي على العديد من الرجال الكشميريين في شوبيان، التي كانت مركزًا سياسيًا في ذلك الوقت ، ومن هؤلاء الرجال مولانا غلام أحمد أحرار الذي كان عضوًا في الجماعة الإصلاحية الإسلامية مجلس الأحرار وينحدر أيضًا من عائلة ذات صلات صوفية. كان حكيم غلام نبي من بولواما ، الذي جاء من عائلة بيرس ، من أوائل أعضاء الجماعة.
كان هؤلاء الرجال غير راضين عن الممارسات الدينية المعاصرة في كشمير التي اعتبروها غير إسلامية وكانوا أيضًا غير راضين عن القادة الكشميريين العلمانيين مثل الشيخ عبد الله الذي كان سيفوز بقلوب الناس بتلاوات القرآن ولكنهم لن يتبعوا تعاليم القرآن بأنفسهم.
أقيم أول إجتهاد للجماعة الإسلامية في عموم الهند في باثانكوت عام 1945 وحضره أربعة من الكشميريين وتقرر بعد ذلك أن تبدأ الجماعة في تنظيم نفسها في كشمير. قامت ثلاث شخصيات من سريناغار، سعد الدين، قاري سيف الدين ومحمد حسين شيشتي بتأسيس الجماعة في كشمير، وبالتالي أصبح سعد الدين أميرًا ، وهو المنصب الذي شغله حتى عام 1985.
أصبح مسجد جامع في سريناغار موقعًا للاجتماعات الأسبوعية للجماعة حيث قامت المجموعة بتوزيع أدب المودودي. وسعت الجماعة وجودها من سريناجار إلى أماكن أخرى في الوادي حيث قام قاري سيف الدين وغلام رسول عبد الله برحلات لنشر رسالة الجماعة. تم تنظيم أول اجتماع كبير للجماعة في سريناغار في أواخر عام 1945 وحضره ما بين سبعين ومائة شخص بما في ذلك موظفي الحكومة والشباب والتجار.